# 鈴木道子
鈴木 道子（すずき みちこ、1979年 - ）は、日本のファッションデザイナー。山形県鶴岡市出身。

## 人物
紳士服の仕立ての仕事をしていた祖父に影響を受けて、服飾に興味を持つようになり、文化服装学院服装科服飾専門課程に入学。卒業後、株式会社ヨウジヤマモトに入社。
2006年ワイズの新しいラインのデザインを考案し、それがブランド名『ワイズレッドレーベル（Y’s Red Label）』となった。
2009-2010AWコレクションを最後にワイズレッドレーベルが休止。それに伴い株式会社ヨウジヤマモトを退社。
2010年に自身のブランド、『Nocturne #22 In C Sharp Minor, Op. Posth.』を立ち上げる。

## 略歴
- 1979年（昭和54年）、山形県鶴岡市に生れる。
- 2000年（平成12年）、学校法人文化学園・文化服装学院・服装科・服飾専門課程を卒業する。
  - 株式会社ヨウジヤマモトに入社する。
  - YOHJI YAMAMOTO + NOIR、Y’sのパタンナーを務める。
- 2006年（平成18年）、ワイズの新しいラインのデザインを考案し、それがブランド名『ワイズレッドレーベル（Y’s Red Label）』となる。
- 2007年（平成19年）、東京コレクションにてデビューする。
  - ヨシコクリエーション・パリとコラボレーションする。
- 2008年（平成20年）、帽子デザイナー、MISA HARADA(ミサ・ハラダ)とコラボレーションする。
- 2010年（平成22年）、『Nocturne #22 In C Sharp Minor, Op. Posth.』立ち上げ。